# Celsius Network
Celsius Network是一間加密貨幣借貸公司，成立於2017年。Celsius Network在網站指其客戶數量多達170萬人。
2021年11月，Celsius Network在B輪融資獲得7.5億美元資金，當時估值達到35億美元。
2022年5月14日後，Celsius Network停止在Facebook公布原本定期發佈的每周資金流入流出數據。6月13日，Celsius Network宣布因為極端的市場條件，暫停所有用戶的提款及轉帳。同年7月，Celsius Network宣佈破產。

## 外部連結
- Celsius Network （页面存档备份，存于）